# طالار (تشاراويماق)
طالار (بالفارسية: طالار) هي منطقة سكنية تقع في قسم تشاراويماق المركزي في إيران. يقدر عدد سكانها بـ 58 نسمة .